# 수블라키
수블라키(그리스어: σουβλάκι) 또는 칼라마키(그리스어: καλαμάκι)는 그리스의 꼬치구이이다. 꼬챙이에 고기와 때때로 채소를 꿰어 구워 만드는 요리로, 그리스 외에도 키프로스에서도 즐겨 먹는다. 그리스의 국민 음식 가운데 하나로 여겨진다.

## 이름
그리스어 "수블라키(σουβλάκι)"는 "꼬챙이"를 뜻하는 "수블라(σούβλα)" 또는 "수블리(σουβλί)"에 지소형 접미사 "-아키(-άκι)"가 붙은 형태로, "작은 꼬치"라는 뜻이다. 어원은 "송곳"을 뜻하는 라틴어 "수불라(sūbula)"이다. 마케도니아 등 그리스 북부에서는 "수블라키"가 고기 조각을 꿴 꼬치를 뜻한다.
아테네 등 그리스 남부에서는 꼬치에 꿰어 구운 고기를 꼬치에서 빼서 피타에 싼 음식을 "수블라키"라 부르며, 북부에서 "수블라키"라 불리는 고기 꼬치구이는 "칼라마키(καλαμάκι)"로 부른다. 그리스어 "칼라마키"는 "갈대, 막대"를 뜻하는 "칼라미(καλάμι)"에 지소형 접미사 "-아키(-άκι)"가 붙은 형태로, "작은 막대, 꼬치"라는 뜻이다. 어원은 "갈대, 막대"를 뜻하는 고대 그리스어 "칼라모스(κάλαμος)"이다.

## 역사

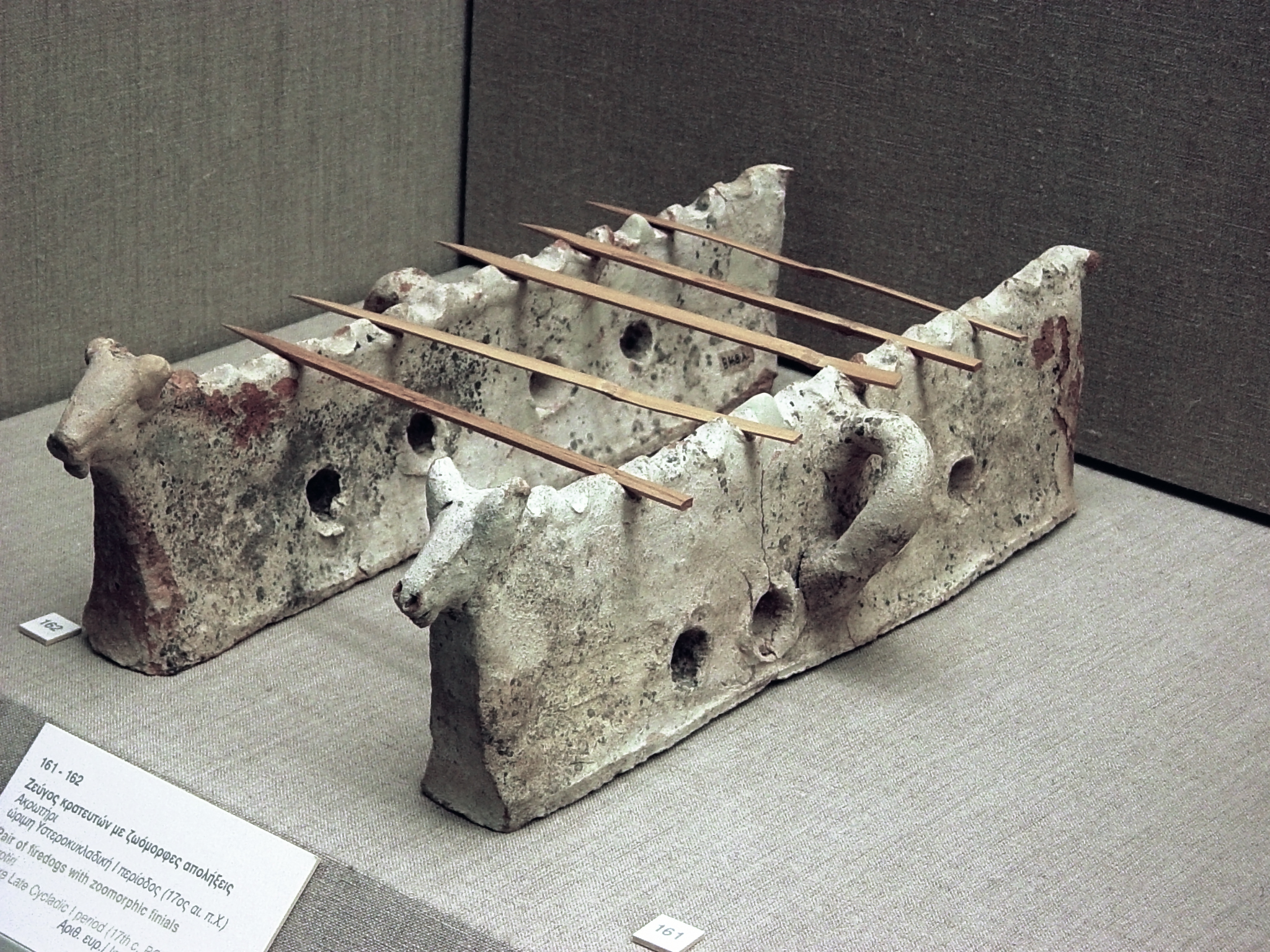
아크로티리에서 발견된 기원전 17세기의 꼬치구이용 장작받침

그리스 문화에서 꼬치 요리는 청동기에서 시작된 것으로 추정된다. 산토리니에서 기원전 17세기에 쓰였던 장작받침 유물이 발견되었으며, 돌로 된 장작받침 위에는 꼬치를 놓을 수 있게 홈이 파여 있고, 아래쪽에는 산소를 공급할 수 있게 구멍이 뚫려 있었다. 미케네 문명 시기의 글라, 미케네, 필로스에서는 "수블라키 트레이"를 사용했다. 고기 꼬치 아래에 놓고 쓰는 직사각형 세라믹 팬이었는데, 불 위에 놓고 직화구이하는 트레이였는지, 휴대용 바비큐 화로처럼 숯을 넣고 쎃는지는 분명하지 않다. 호메로스의 《일리아스》에도 고기 꼬치구이가 언급된다. 고전기 그리스에서는 작은 꼬챙이가 "오벨리스코스(ὀβελίσκος)"라 불렸으며, 아리스토파네스는 이 꼬챙이들이 개똥지빠귀 등 작은 새를 굽는 데 쓰였다고 적었으나, 고대 그리스에서 현대의 수블라키와 같이 토막낸 고기를 구워 먹었다는 직접적인 기록은 없다.

## 만들기
돼지고기, 닭고기 등의 고기를 올리브유, 레몬, 마늘, 후추 등을 넣은 마리네이드에 재어 두었다가 꼬챙이에 꿰어서 직화로 구워 만든다. 양파나 피망 등을 함께 꿰어 굽는다.
꼬치 상태로 바로 먹거나 구운 고기를 피타에 올리고 자지키 등 소스, 토마토와 상추, 양파 등 채소와 함께 랩처럼 싸서 먹는다. 흔히 감자 튀김을 곁들인다.

## 사진

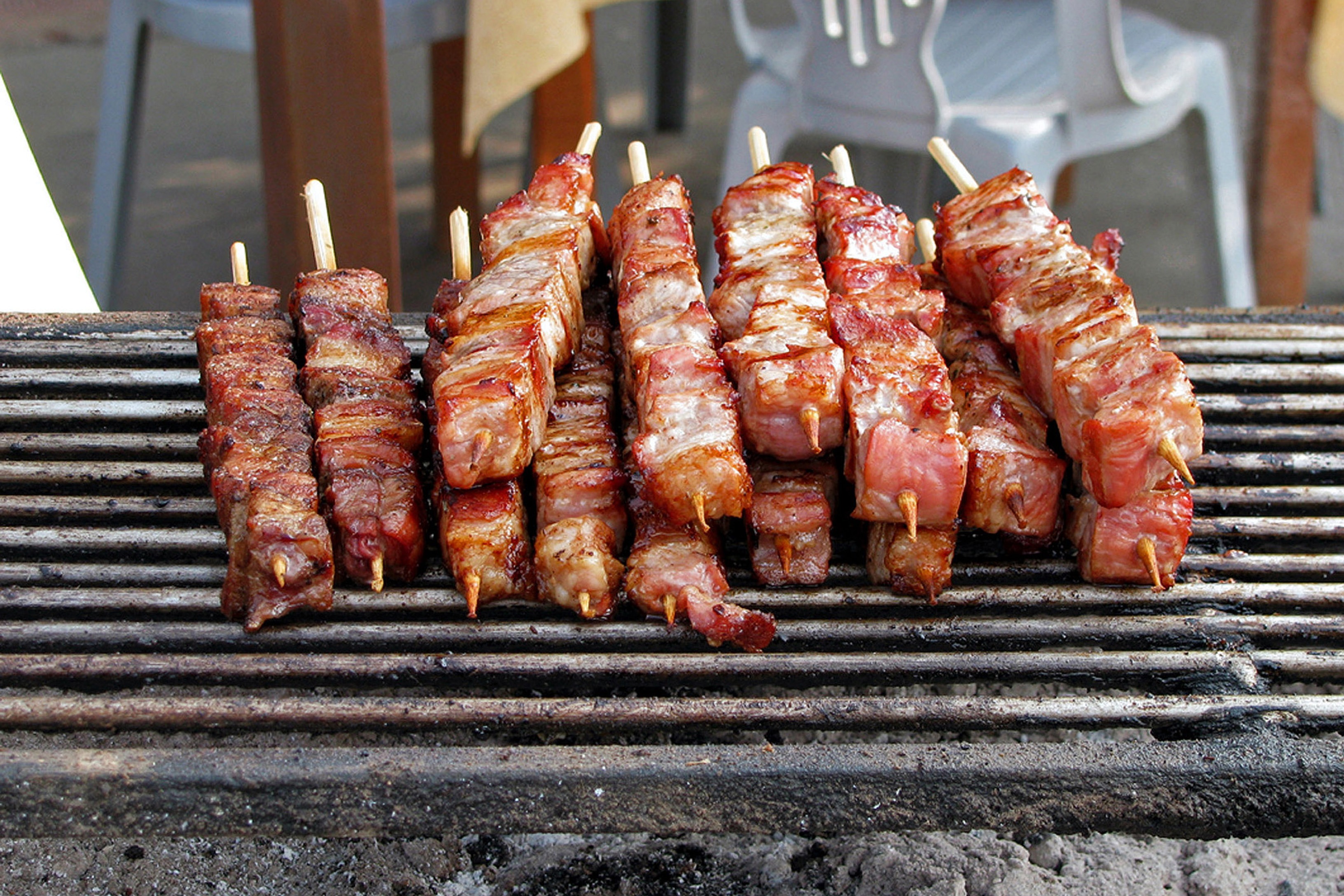
수블라키 굽기
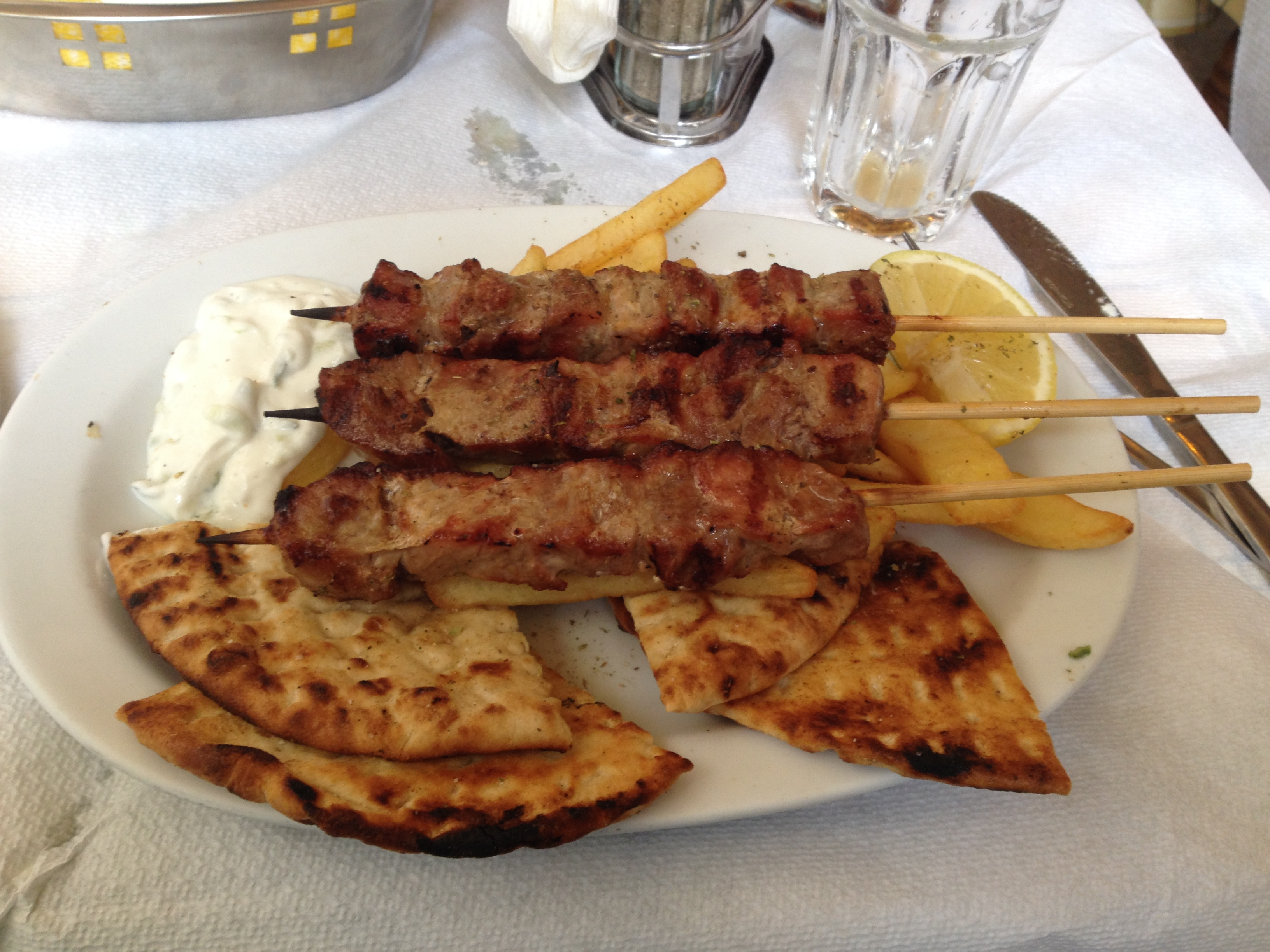
수블라키

## 같이 보기
- 시시 케밥
- 수블라